# Rize (prowincja)
Rize – prowincja w Turcji, w północnej części kraju, położona nad Morzem Czarnym.
Zamieszkiwana jest przez 331 041 mieszkańców (stan na 2017 rok).
Stolicą prowincji jest Rize.
Powierzchnia: 3992 km ²